# فسيفساء
الفُسَيْفِسَاء (في المشرق، من الإغريقية Ψηφιδωτό) أو المفصص (في الأندلس) هو فن وحرفة صناعة المكعبات الصغيرة واستعمالها في زخرفة وتزيين الفراغات الأرضية والجدارية عن طريق تثبيتها بالبلاط فوق الأسطح الناعمة وتشكيل التصاميم المتنوعة ذات الألوان المختلفة، ويمكن استخدام مواد متنوعة مثل الحجارة والمعادن والزجاج والأصداف وغيرها. وفي العادة يتم توزيع الحبيبات الملونة المصنوعة من تلك المواد بشكل فني ليعبر عن قيم دينية وحضارية وفنية بأسلوب فني مؤثر. (الطرشان 1985 : 3). وهو من أقدم فنون التصوير.

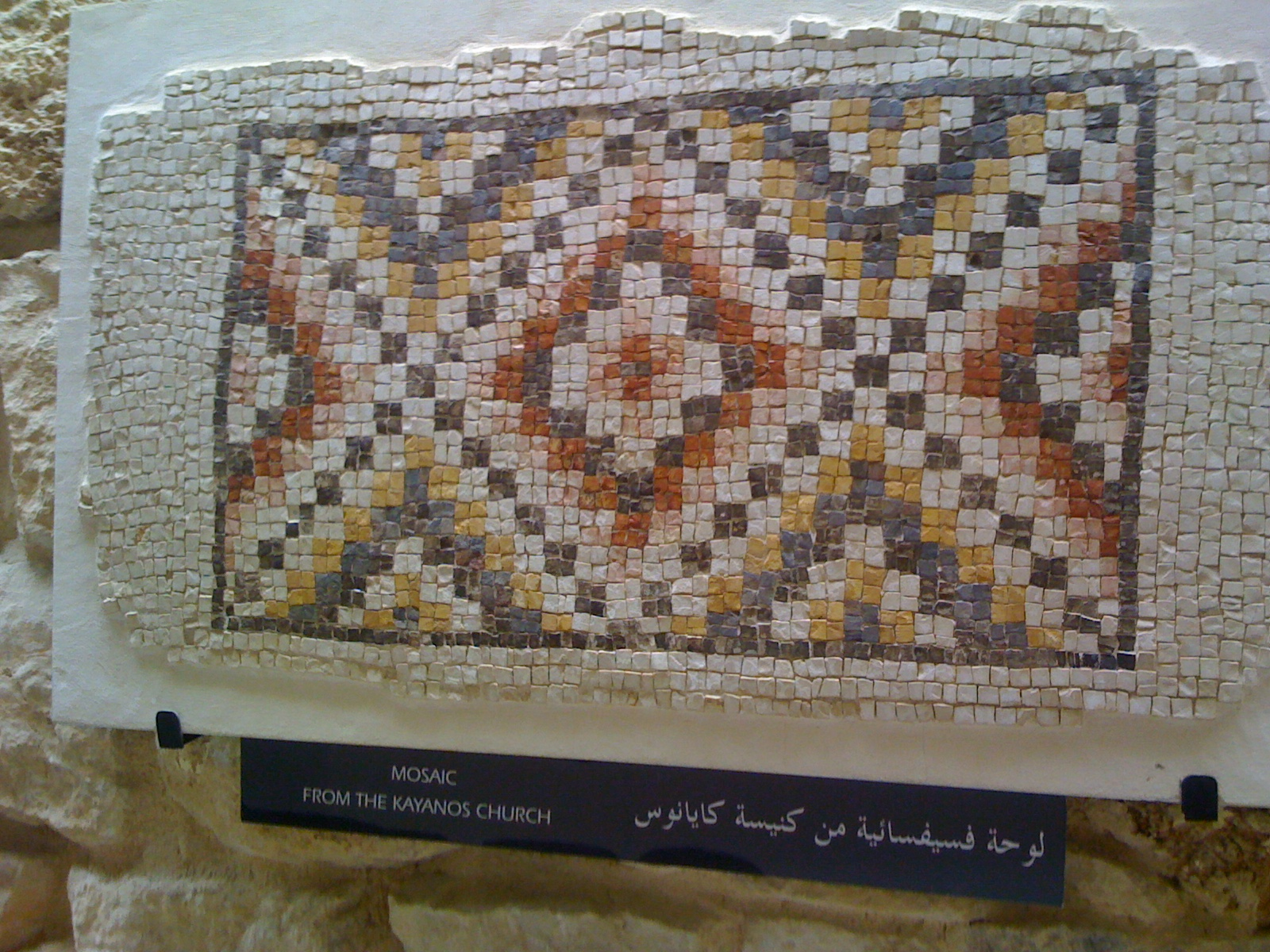
لوحة فسيفسائية من كنيسة أردنية - مادبا.

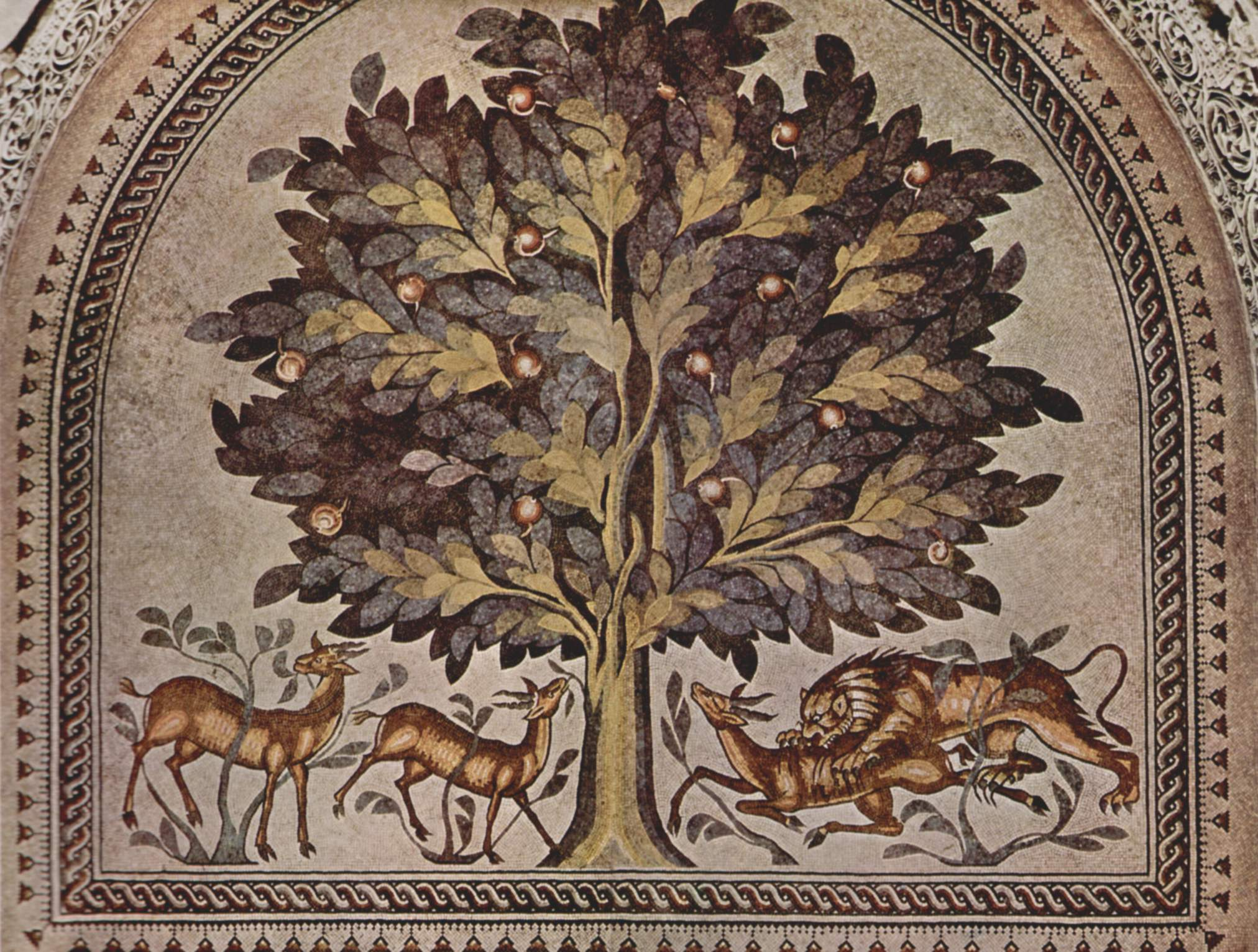
فسيفساء من قصر هشام قرب أريحا يعود للعصر الأموي.

ترسم اللوحة الفسيفسائية عادة بانتظام عدد كبير من القطع الصغيرة الملونة كي تكون بمجملها صورة تمثل مناظر طبيعية أو أشكال هندسية أو لوحات بشرية أو حيوانية. استخدام الفسيفساء قديم ويرجع لأيام السومريين ثم الرومان حيث شهد العصر البيزنطي تطورا كبيرا في صناعة الفسيفساء لأنهم أدخلوا في صناعته الزجاج والمعادن واستخدموا الفسيفساء بشكل كبير في القرن الثالث والرابع الميلادي باللون الأبيض والأسود فبرعوا بتصوير حياة البحر والأسماك والحيوانات، والقتبانيين العرب الذين صنعوا أشكالاً هندسية والفسيفساء الإسلامية كما بالجامع الأموي بدمشق وقبة الصخرة في القدس، وقد مر تطور الفسيفساء بمراحل عديدة حتى بلغ قمته في العصر الإسلامي التي تعطينا خلفية واضحة عن تجليات الحضارة الإسلامية في عصورها المزدهرة، ذلك الفن الذي اهتم بتفاصيل الأشياء والخوض في تلافيف أعماقها، نافذاً من خلال المواد الجامدة إلى معنى الحياة، إنه فن التلاحم والتشابك الذي عبر في دلالاته عن أحوال أمة ذات حضارة قادت العالم إلى آفاق غير مسبوقة من العلم والمعرفة.. واستطاع الفنان المسلم بأدواته الخلاقة أن يترجم لنا فلسفة هذه الحضارة في ألوان متعددة من الفنون الجمالية الراقية، التي يقف الفسيفساء في قمة هـرمها متربعاً على عرش الصورة الفنية المتكاملة، عبر قطع مكعبة الشكل لا يتعدى حجمها سنتيمترات من الرخام أو الزجاج أو القرميد أو البلور أو الصدف، وهو حجر ناطق يروي حكايات الماضي العتيق.. حكايات صاغتها أيدي الصناع المهرة على الجدار والقباب والأرضيات وغيرها فروت ماضيهم وكيف أن إبداعهم تجاوز حدوده وأنطق الحجر فجمّل المساجد والقصور والحانات. الفسيفساء هو فن العصور الإسلامية بامتياز وقد أبدع فيها المسلمون فطوروا هذا الفن وتفننوا به وصنعوا منه أشكالاً رائعة جداً في المساجد من خلال المآذن والقباب وفي القصور والنوافير والأحواض المائية...الخ.
لكن هذا الفن العريق عاد للظهور من جديد بصورة حديثة تواكب العصر ولعل أبرز ما دفع الناس حتى مع تطورنا وتقدمنا نحب بل نجبر أحياناً للعودة إليها فظهر فن الفسيفساء في المنازل والقصور والأسواق الحديثة في أحواض السباحة في الحمامات وفي أشكال رائعة من اللوحات الجدارية الضخمة.

## تعريف مصطلح الفسيفساء
مصطلح الفسيفساء يعود في أصوله إلى الكلمة اليونانية muses والتي يقصد بها آلهة الفنون والجمال والإلهام الفني التسعة اللواتي رافقن الإله أبوللو واللواتي ارتبط اسمهن لفظيا بين الكلمة mosaic والتي تعني الفسيفساء. (الطرشان 1985 : 3 ؛ الشياب والمحيسن 2008 : 127).
وقد وصلت هذه الكلمة إلى اللغة العربية على اسم psephos والتي عربت لاحقا لتصبح fass
وقد عرف هذا الفن لدى اليونان باسمtessera technique وهذه الكلمة لاتينية الأصل وتعني مكعب cubes أو dices وهي الأشكال المكعبة والمنتظمة والتي قطعت من الحجارة أو الزجاج كما وأطلق على الفسيفساء أيضا مصطلح opus tesselatum إذا كانت المكعبات منتظمة، وأطلق عليها اسم opus vermiculatum إذا كانت المكعبات غير منتظمة. (الطرشان 1985 : 3)

## مراحل تطور الفسيفساء

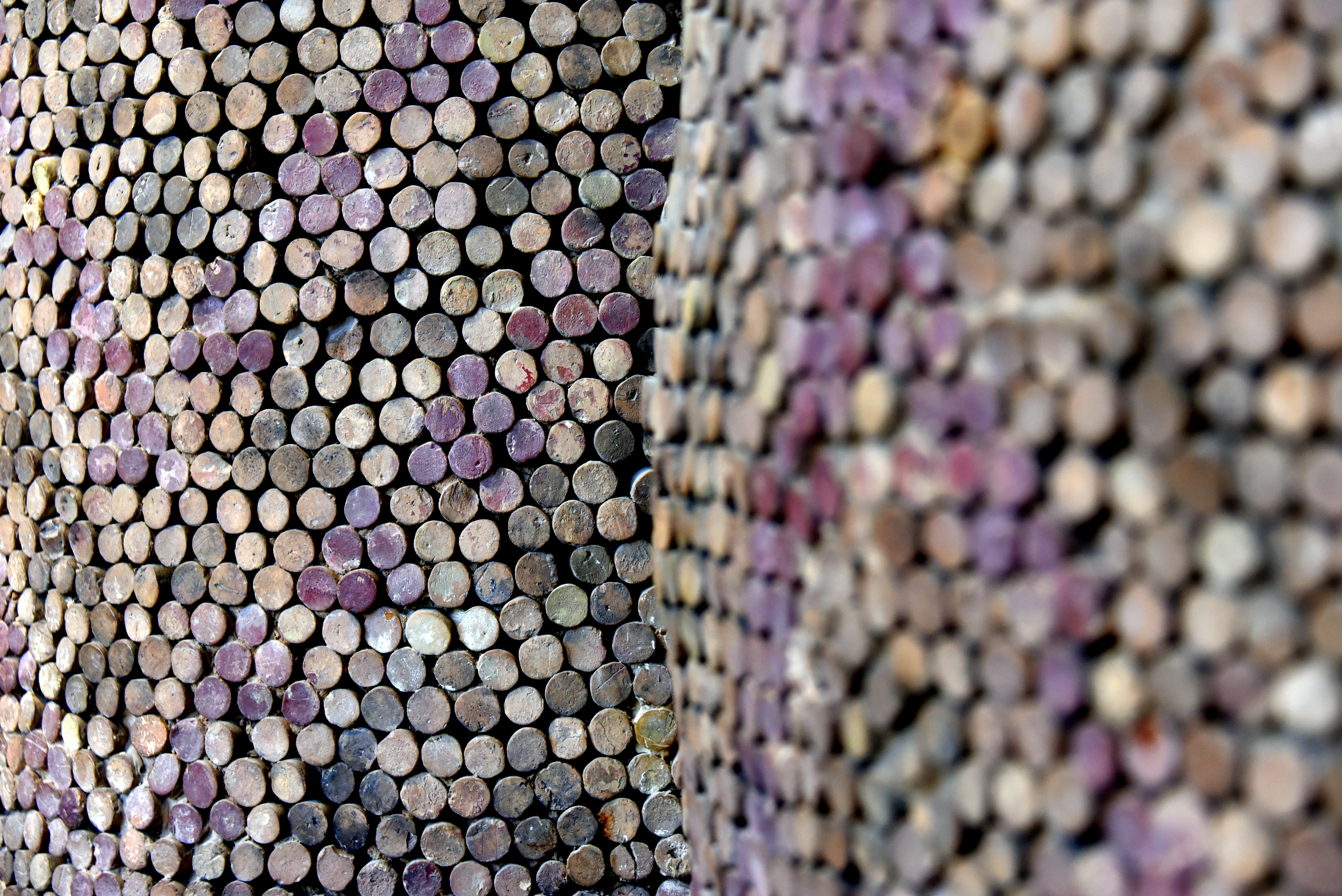
لوحة فسيفساء جدارية (مخاريط حجرية مرصعة على خلفية جصية) تزين جدران معبد في مدينة الوركاء (أوروك)، العراق.

عرفت الفسيفساء منذ عهد مبكر في بلاد ما بين النهرين القديم في معبد (أور) (أورك) الوركاء الذي يعود إلى الألف الثالث ق.م حيث كانت الفسيفساء تصنع من أقلام أو مسامير من الآجر، وكانت هذه الأقلام أو المسامير ذات رؤوس دائرية ملونة تغرس في جدران الطوب مؤلفة أشكالا زخرفيه وفنية، وقد قام الفرس على اقتباس هذا الفن ودليل ذلك ما وجد في قصر دارا الفارسي، كما استخدم الطابوق المزجج في بابل، وقد وصلت هذه الصناعة الفنية إلى درجة عالية من الجودة والإتقان في نهاية القرن الثالث ق.م في أنحاء العالم الهلنستي.
أما أقدم فسيفساء وجدت في اليونان فقد كانت في مدينة أولينثوس وذلك في القرنين الخامس والرابع ق.م كما وجدت أمثلة في أوليمبيا وسوريا ومقدونيا، بعد ذلك ظهرت الفسيفساء الرومانية التي انتشرت في جميع أرجاء الإمبراطورية الرومانية الغربية وإلى سوريا وحوض البحر الأبيض المتوسط وشمال أفريقيا وفرنسا وذلك ما بين القرنين الأول والثالث الميلادي.
أما أقدم نماذج على الفسيفساء الجدارية والتي تعود إلى الفترة الرومانية فقد ظهرت في القرن الأول الميلادي في مدينة بومباي في أساسات إحدى الحدائق.
وبعد ذلك شاع استعمال الفسيفساء خصوصا في الدولة البيزنطية حيث تتواجد أمثلة عديدة وكثيرة على ذلك في منطقة بلاد الشام وروما وغيرها من الأقاليم التابعة لنفوذ الدولة البيزنطية.
واستمر استخدام هذا الفن بكثرة حتى قدوم الدولة الإسلامية، حيث قام الفنانون المسلمون على اقتباس هذا الفن واستخدامه في زخرفة وتزيين المساجد والقصور وخاصة في عصر الدولة الاموية ومن الأمثلة عليها قبة الصخرة المشرفة وبعض القصور الأموية في سوريا وصور مثل قصر المنيةوعمرة وغيرها.(الطرشان 1985 : 4)

## تقنيات تصنيع الفسيفساء
المعنى العلمي لكلمة موزاييك عرف لاحقا من قبل الرومان بكلمة opus musivum وهي في العادة تطلق على العمل الفني ذي الشكل المتماسك أو الرسم المصنوع من مكعبات صغيرة الحجم، جمعت مع بعضها البعض وغرست في مونه تعمل على تماسكها، وهي تعطي إما شكلا مسطحا أو شكلا ثلاثي الأبعاد وتندمج معها لتعطي أشكالا وزخارف متعددة، ويقوم فن الفسيفساء على إيقاع اللون والخط في تكوين الوحدة التشكيلية الظاهرة والتي تسمى (البساط) وتسمى أيضا في اللغة اللاتينية عند الرومان pavimentum tesseris structum ويقصد بها الأرضية المبنية من مكعبات صغيرة وملونة إما من الحصى أو الأحجار والصخور الرخامية أو الفخار أو الزجاج أو الصدف، وهي ذات أشكال حركية تشكل زخرفة هندسية أو نباتية أو إنسانية أو حيوانية.
وطريقة التركيب، ويعود الفضل للرومان في إطلاق هذه التسميات وقد وضعت تبعا لتسلسلها التاريخي :
1. opus signinum : وهي أرضية مكونة من خليط من مادة الكلس مع قطع الفخار وحجر الطوب المشوي المطحون، بشكل غير منتظم ومطعمة بمكعبات من الحجر الموزعة بترتيب معين ليؤلف شكلا نموذجا بناء على تصميم هندسي أو لشكل ذي رمز محدد.
2. opus incertum : وهي عبارة عن قطع حجرية موضوعة بطريقة عشوائية غير منتظمة.(البديوي 1998 : 95)
3. opus lapilli : وهي تقنية تنفيذ الفسيفساء بمادة الحصى النهري أو الحصى البحري الملون.
4. opus scutulatum : وهي عبارة عن تصميم مكون قطع من لون واحد يتداخل فيه قطع من ألوان أخرى وأحجام مختلفة.
5. opus tessellatum : وهي الفسيفساء المنفذة بواسطة قطع أو مكعبات مربعة السطح أو مستطيلة السطح وقياسها تقريبا 1 سم وترتب بخطوط طبيعية، وهي عادة مستقيمة وأحيانا منحنية وقد يصل قياس المكعبات أحيانا إلى 4 سم مربع.
6. opus reticulatum : وهي عبارة عن صفوف منحنية من مكعبات tessellatum.
7. opus vermiculatum : وهي مكونة من مكعبات صغيرة جدا 50 ملم وما دون ومقطوعة بعناية فائقة وهي تستعمل في الأعمال التصويرية المعقدة أو في تفاصيل الوجوه والأشخاص والمناظر المعقدة والدقيقة وتنفيذ مشاهد الحيوانات.
8. opus sectite : (marmorum) الأرضيات الرخامية المرمرية sectelia pavimenta وهي عبارة عن أرضيات رخامية تعتمد على التضارب اللوني للقطع، المبنية على تصميم هندسي منظم، موحد أو متكرر حيث يعني في اللغة الأثرية الأرضيات الناتجة عن تنظيم قطع (sectelia) رخامية (marmoreae) مقطعة بأشكال هندسية (crustae) مربع، مثلث، دائري، مستطيل، مسدس، مثمن، الخ...... للوصول إلى تشكيل تصميم بسيط أو معقد من خلال التضارب اللوني (كروماتيزم) للقطع الرخامية

وتكون أحجام القطع بين 3 سم وتصل أحيانا إلى ثلاث أمتار، أمثلة موجودة في ال forum romanum، حيث يوجد هناك ثلاث تايبولوجيات من ال opus sectile :
1. تيبولوجيا الحجم الصغير وحجم القطع يتراوح بين 3 سم مربع و 30 سم مربع.
2. تيبولوجيا الحجم الوسط ويكون حجم القطع بين 30سم مربع و90 سم مربع.
3. تيبولوجيا الحجم الكبير من 90 سم مربع وما فوق.

ويتكون الموزاييك كعمل فني من جزأين رئيسين هما :
الجزء الأول: السطح المزخرف الظاهر والذي يسمى البساط، ويتألف من العناصر التالية:
- شريط الوصل: وهي المساحة بين الحدود المعمارية للبناء، أو إطار (حاشية – برواز) والشريط يكون مزخرفا أحيانا وبسيط الزخرفة أكثر الأحيان.
- الحواشي : (الحاشية – البرواز – الإطار) وهي عبارة عن تركيبة تحيط وحدة مزخرفة (حقل أو لوحة) وقد تكون الحاشية بسيطة الزخرفة وأحيانا قد تكون ذات زخرفة معقدة. (البديوي 1998 : 96)
- الحقل وهي المساحة المزخرفة والمحاطة بحاشية الوصل بين البناء المعماري وشريط الوصل، ويتكون الحقل من أشكال هندسية متكررة متقابلة ومتوازية وموحدة الشكل الزخرفي أحيانا، أو من أشكال هندسية ووحدات زخرفيه مختلفة ويكون الحقل أحيانا مغطى بلوحات عدة على كامل المساحة الظاهرة.
- اللوحات (اللوحة): هي وحدة زخرفيه موضوعة على الحقل، قاطعة زخرفة هذا الأخير أحيانا أو مغطية لكافة مساحة الحقل أحيانا أخرى،

ومن الممكن أن تتألف أرضية قطعة ما من عدة أسطح مأطورة ومزخرفة لها قواسم مشتركة، البراويز وشرائط الوصل، هذه البراويز المشتركة يجب أن توصف لكل بساط على حدة.
الجزء الثاني الحامل وهو نوعان :
الحامل الأول : هو الحامل الأساسي لحظة اكتشاف الموزاييك خلال أعمال التنقيب عن الآثار في موقع ما ويتكون هذا الحامل من العناصر التالية :
- statumen : وهي عبارة عن طبقة تحضيرية، وهي أول وأقوى الطبقات ويبدأ العمل بها بتسوية الأرض بقوة، وهذه الطبقة تحتوي كتلا من الحجارة الخشنة وملاطا غير مصقول.
- rudus : وهي تقع فوق طبقة ال statumen تسكب طبقة سميكة من المونة مؤلفة من حجارة مكسرة، وفخار مطحون coccio pesto وهذه القطع تخلط مع الجير (الكلس المطفي) وتسوى هذه الطبقة بخشونة، وتختلف سماكاتها وفقا لحاجة الموقع الذي نفذت فيه.
- nucleus : وهي عبارة عن طبقة تتكون من المونة الناعمة وهي الطبقة ما قبل الأخيرة وهي عبارة عن طبقة رقيقة من الملاط الذي يوضع فوق الطبقات السابقة وهي مكونة من فخار مسحوق وكلس مطفي، ونكون المكعبات مغروسة في هذه الطبقة لتكون الطبقة الظاهرة الأخيرة والتي نسميها الملاط.(البيوي 1998 : 97)

ويبدو من خلال وصف التكوين لعناصر الحامل الأول أن المواد الأساسية المستعملة لتماسك الحامل وبساط الموزاييك هي الكلس المطفي، طحين الفخار، طحين الحجر، الجبصين، البوتسولانا.
ويجدر بنا القول أن العناصر المكونة للحامل الأول تختلف بين قطعة موزاييك إلى أخرى.
الحامل الثاني : وهذا النوع يختلف عن الأول كونه صنع خصيصا كحامل لحماية الموزاييك بعد اقتلاعه من موقعه الأساسي وإعادة بنائه على حامل جديد يختلف بناء على تكوين السبيكة الحاملة لبساط الموزاييك، والسبائك أنواع مختلفة تكون إما من عجينة الاسمنت الأبيض أو الأسود مع شبكة حديدية، أو عجينة الاسمنت مع الريزينا (resina)، أومن غراء ال (primal – ac.33) مع الرمل وطحين الحجر والرخام، هذا الخليط يوضع على حامل من مادة (aerolam – f – board) أو (m – board) أو على حوامل أخرى مختلفة المواد.
إن أهمية الموزاييك وجماليته الفنية تعود إلى طبيعة المواد المستخدمة في صناعته وإلى اختلاف طرق وصف هذه المواد وانسجامها مع بعضها البعض، وتستعمل معظم المواد الطبيعية في صناعة الفسيفساء وأهمها هو :
1. الطين المشوي:يستعمل الصلصال أو الطين المشوي (terracotta) وهي عبارة عن مادة لينة قابلة للتشكيل عندما تكون رطبة غير مشوية، وتصبح قاسية وصلبة عند شيها على درجة حرارة عالية.
2. الأحجار والصخور الرخامية: تم استعمال الحصى الصغيرة الملونة المجموعة بنفس الحجم تقريبا ومن ثم طبق استعمال الأحجار الظاهرة الملونة وقطعت طبقا لحاجة الرسم الأساسي، ومن ثم ومع اكتشاف أنواع الصخور الرخامية الملونة التي قدمت ألوانا مختلفة في مكعبات صغيرة وقطع (crustea) مختلفة الأشكال والأحجام.

وهذه الأحجار والصخور عبارة عن تراكم طبيعي لمواد طبيعية مختلفة التي تظهر على شكل كومة. وتنقسم هذه الصخور حسب مصادرها إلى أربعة أنواع:
1. صخور بركانية مشتقة من تجمع مواد مغناطيسية آتية من آثار عميقة والصخور هي : الغرانيت، سيانيت، بورفيدو، ديوريت، بازلت، أرديزيا.
2. صخور رسوبية وهي مشتقة من ترسبات أنواع مختلفة من مواد ممزوجة بالماء، وبقايا حيوانات ونباتات وهي مواد غير متماسكة.
3. صخور متحولة وهي مشتقة من المجموعتين السابقتين ومن تغيير حسب تركيبتهما وطبيعتهما الأصليتان حيث توجد في مناطق ضغط قوية وحرارة مرتفعة ومن أنواعها : الشيست والكوارتز..(البيوي 1998 :98)
4. الصخور المستخرجة من الكهوف على شكل مجموعات أو صفائح على ضفاف الأنهار والبحار.

كما واستعملت مواد أخرى لصناعة الموزاييك وهي الأحجار الكريمة كالعقيق واللازورد والكوارتز واللؤلؤ (هي الطبقة الداخلية للرخويات mollusques وهو صدف كلسي له صفائح في الطبقات الكلسية تلي طبقات المواد العضوية).
واستعمل أيضا مواد متلاشية مثل ريش الطيور أو العظام أو الصدف أو بذور الفاكهة.
بالإضافة إل هذا كله تم استعمال وابتكار فن جديد هو (smalti) وهو مصنوع من الزجاج الذي تم أيضا استعماله في تقنية الموزاييك والمسمى pastavitra.
وهي كلمة من أصل لاتيني وتعني (صهر) وهي عبارة عن قطع صغيرة من الزجاج pastavitra يحصل عليها من خلال عملية صهر الرمل والأملاح المؤكسدة مع مكونات معدنية ونتيجة هذا الذوبان نحصل على نوع من الزجاج القاسي الملون والشفاف والقاتم وهي تشبه الزجاج العادي.
المركب الأساسي لهذه المادة هي السيليكا، رمل، محلول قلوي (alkaline) (كلس مشبع بالصودا أو بوتاس الرصاص)..(البيوي 1998 : 99)

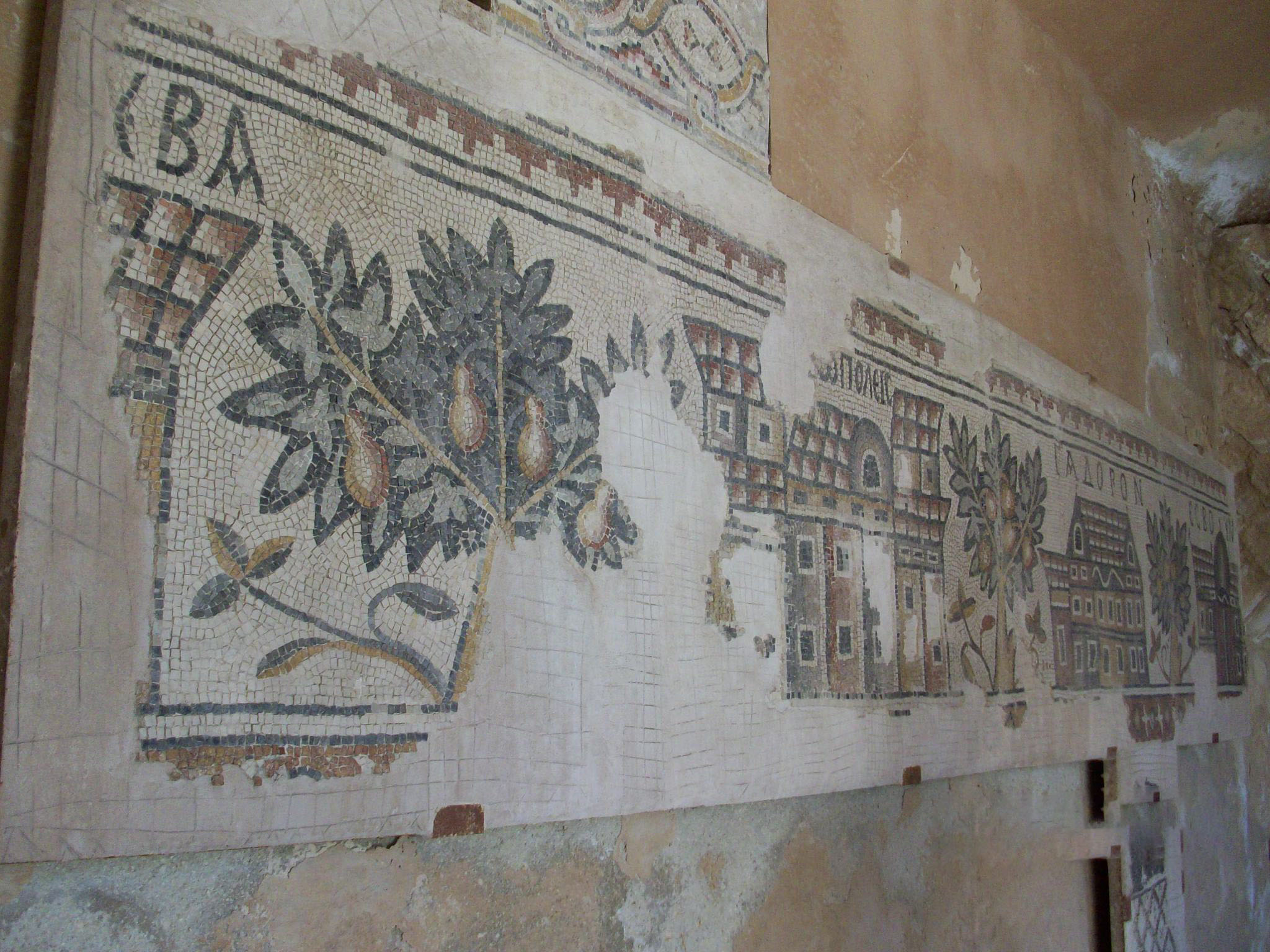
لوحة فسيفساء أثرية في منتزه آثار مادبا

## خطوات تصنيع الفسيفساء
1. أولا نقوم برسم الصورة أو الموضوع المراد تنفيذه بالفسيفساء على قطعة من الورق بالحجم الذي يراد تنفيذه به ولكن بشكل معكوس.
2. ثم نقوم بعملية تجزئة لكل مساحة لونية من الرسم إلى أقسام صغيرة بعدد أقسام القطع الصغيرة التي سيتم رصفها.
3. بعد ذلك نضع المكعبات الملونة حسب الرسم الذي تم تنفيذه وقد تحتاج هذه العملية إلى صقل أو تصغير بعض القطع وذلك حسب الحاجة وبعد ذلك تستخدم مواد لإلصاق القطع (الغراء الأبيض، سيكوتين وغيره من المواد اللاصقة).
4. ثم نقوم بحصر الرسم ضمن إطار خشبي أو حديدي على أن تكون الورقة في الأسفل.
5. ثم نقوم على تجهيز مونة مكونة من الاسمنت والرمل الناعم بالماء بعد ذلك تسكب هذه المونة فوق قطع الموزاييك ضمن الإطار، ثم تترك لتجف، ثم يقلب الإطار بما فيه ثم تستخدم اسفنجة مبللة لدعك وتبليل الورقة التي عليها الرسم لتنتزع ونحصل على لوحة فسيفسائية ملونة وجميلة ضمن إطار ليتم تثبيتها على الجدار بأية وسيلة ويتم سقايتها لتكتسب الصلابة. (الشياب والمحيسن 2008 : 128- 129)

إن المساحة الموجودة في الإطار الرئيسي والجدار المبني يكون عادة مرصوفا بفسيفساء ذات لون أبيض وقد تحتوي أحيانا على زخارف بسيطة مفردة مثل مربع، أو معين، على خلفية بيضاء.
وتعد الكتابات أو ما تسمى بالنقوش الفسيفسائية جزءا من زخارف الأرضية وتوجد بالقرب من الأشكال الآدمية والتي تدل على اسم الشخص المصور وأحينا تكون محصورة ضمن إطارات مختلفة الأشكال مثل المستطيل والمعين والدائرة والمستطيل المزخرف، وتوجد هذه الإطارات دائما مزخرفة بنماذج هندسية متنوعة. (الشياب والمحيسن 2008 : 129)

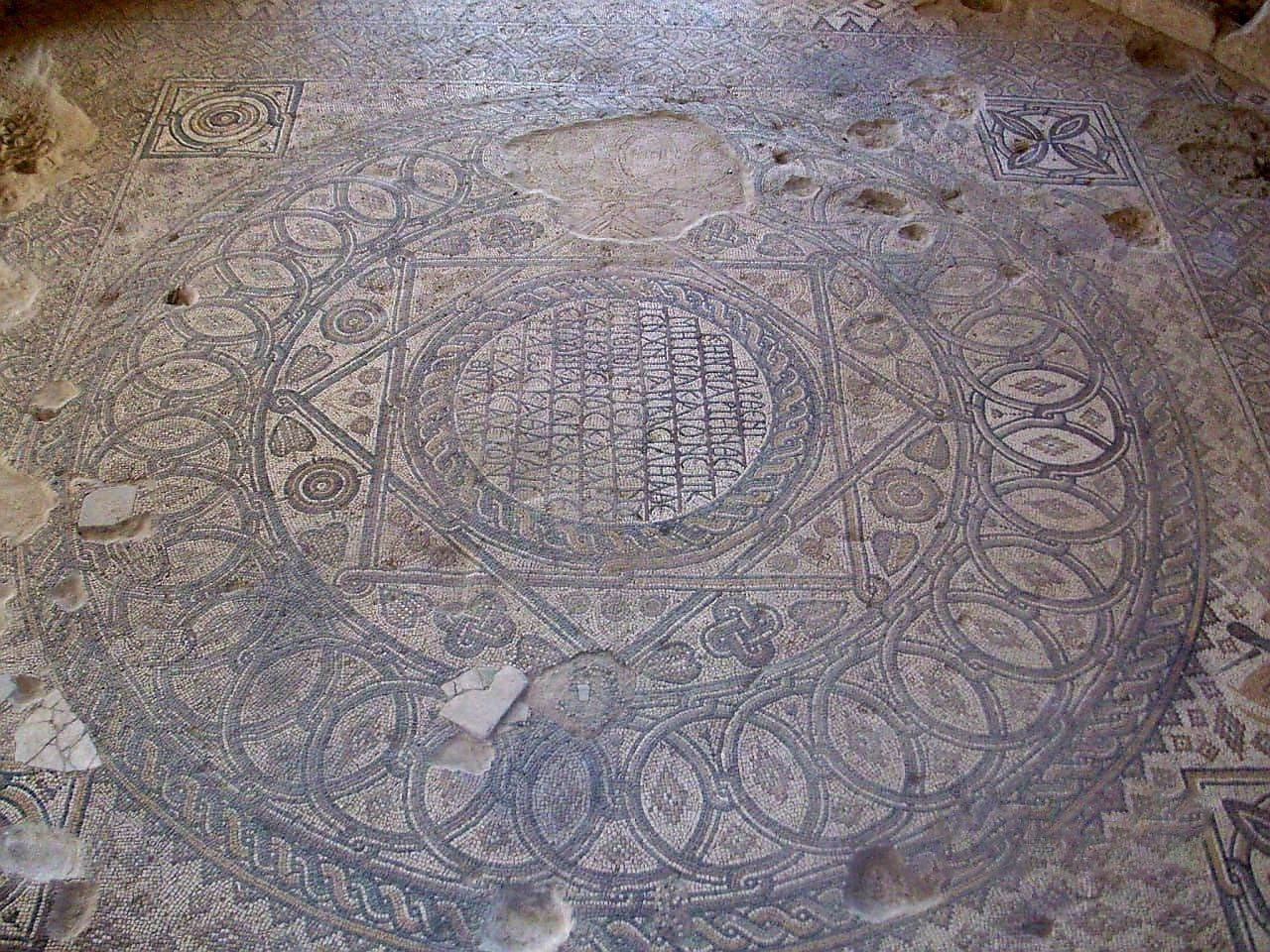
أرضية من الفسيفساء في منتزه آثار مادبا

## أنواع الفسيفساء
في بلاد الرافدين حيث كانت البداية على شكل أوتاد خزفية ملونة ضغطت على الجدران الاسمنتية لتقويتها وكانت هذه الطريقة معروفة في منطقة الهلال الخصيب وخصوصا في مدينة أور في العراق، وكانت هذه الأوتاد الخزفية ذات رؤوس دائرية تلون وترتب في تصميم هندسي على سطح الجدران، حيث كانت الفسيفساء تستخدم لتزيين الأقنعة والأسلحة.
أما في بلاد الشام فقد تم اكتشاف عدد كبير من اللوحات الفسيفسائية الجميلة في مدن عديدة منها ماري وشهبا وأنطاكية والسويداء وتدمر وحماة وحلب معرة النعمان وقد تم نقل بعض هذه اللوحات إلى المتاحف العالمية والمحلية حيث توجد أكبر لوحة فسيفساء في العالم في متحف طيبة الامام في سوريا، وما بقي من هذه اللوحات تم ترميمه والحفاظ عليه من أجل الأجيال القادمة لتبقى شاهدا على عظمة الفنون وعظمة حضارة هذه البلاد.
أما في الفترة الإغريقية والرومانية فقد تطور فن الفسيفساء ليصبح أكثر جمالا، حيث تم استعمال الفسيفساء كلوحات جداريه لتمثيل التاريخ المصور، كما استخدم في الحدائق وحول النوافير، وتم استعمال مواد متنوعة في صناعة الفسيفساء كالصدف والأحجار الكريمة، كما شاع استخدام المكعبات الفسيفسائية المقطوعة من الحجر والرخام لتشكيل تصاميم زخرفيه جميلة كما استخدمت الألوان الطبيعية للحجارة وللمواد الأخرى، وتم استخدام مواد أخرى في هذه الصناعة مثل الزجاج وذلك خلال القرن الثاني قبل الميلاد.
أما في بلاد الشام فقد اعتبرت الفسيفساء حرفة من أرقى الفنون، وكان السوريون القدامى يستخدمون الألوان الواضحة المنسقة وقام البيزنطيون على إدخال اللونين الذهبي والأزرق.
وقد شاع استخدام الفسيفساء في الفترة البيزنطية في زخرفة الكنائس من الداخل بسبب ملائمة هذا الفن وإمكانية تغطية المساحات الواسعة داخل الكنائس، كما وزينت الأرضيات والأسقف والجدران بلوحات فسيفسائية كما استخدمت في تغطية منطقة الهيكل والحنية والتي تعد أهم أجزاء الكنسية. (الشياب والمحيسن 2008 : 126 – 127). وقد استخدم الفنان البيزنطي والسوري الألوان والدرجات وذلك لتطوير الأشكال الهندسية وإظهار البعد الثالث فيها كما واستعملت الحجارة الصغيرة الحجم لإظهار تفاصيل الوجه وأحيانا كانت تقطع الحجارة إلى أشكال مختلفة لكي يتم ملء جميع الفراغات في السطح وكانت تتخذ أشكال متعددة منها : المثلثات، متعددة الزوايا، لتشكيل دوائر وخطوط متعرجة حتى يظهر الشكل المطلوب أقرب إلى الرسم. (الشياب والمحيسن 2008 : 128)
- فن الفسيفساء الاغريقي.
- فن الفسيفساء الروماني.
- فن الفسيفساء البيزنطي.
- فن الفسيفساء في بلاد الشام.
- حرب الايقونات.

## أعمال شهيرة
- خارطة مادبا، وتظهر مدينة القدس.

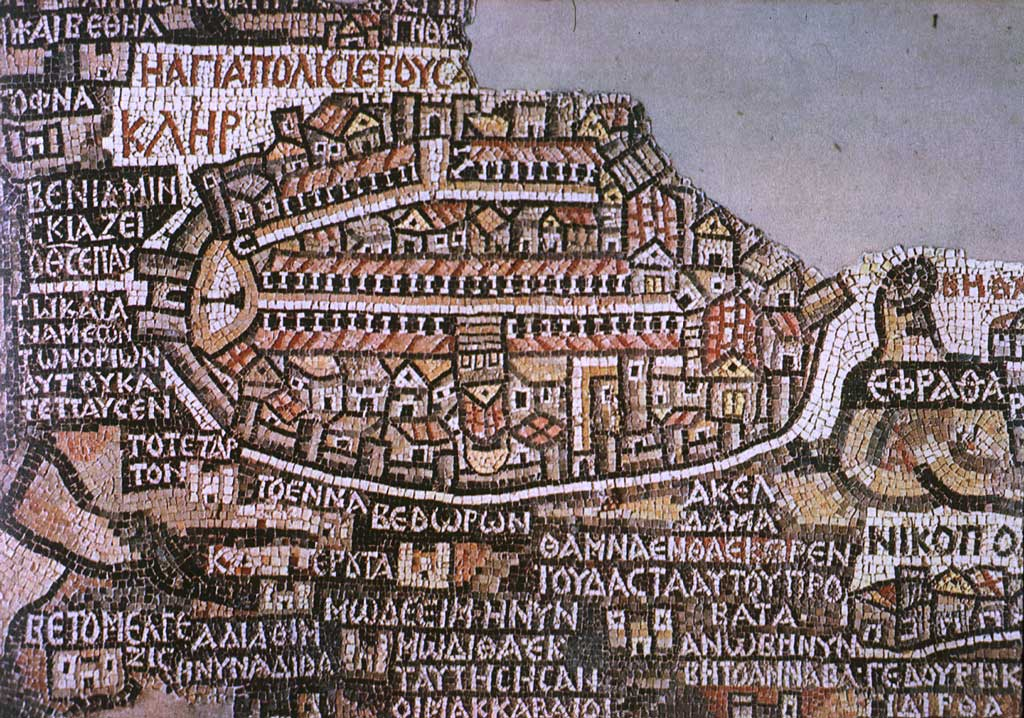
القدس في خارطة مادبا

- لوحة آلة الكرمة (ديونزيوس) في مدينة شهبا، سوريا
- لوحة الفصول الأربعة - مدينة شهبا، سوريا
- لوحة أفروديت ربة الحب والجمال مدينة شهبا، سوريا
- لوحة العشاء الأخير قلعة المرقب، سوريا
- لوحة الأمزونات سوريا
- لوحة الموسيقار الأسطوري مدينة شهبا، سوريا
- لوحة تالاسا سوريا
- فسيفساء قصر هشام في مدينة أريحا، فلسطين
- فسيفساء أم الرصاص الشهيرة، والموقع أحد مواقع التراث العالمي في الأردن

## وصلات خارجية
- الصفحة الرئيسية لفن الفسيفساء المغربي باللغة العربية
- فن الفسيفساء المغربي أو الزليج الأندلسي
- فن الزليج التقليدي الفاسي المغربي
- فسيفساء